# 谢湾乡
谢湾乡是中国陕西省商洛市洛南县下辖的一个乡。

## 行政区划
谢湾乡下辖以下行政区：
卢村社区、樊村社区、董底社区、党沟村、杨底村、张村、庙湾村、东山村、马河村、桃官坪村、姚沟村、岩底村、芋子槽村